# Winner Medical
Winner Medical (chiń. upr. 稳健医疗; chiń. trad. 穩健醫療), w skrócie Winner Medical Co., Ltd., jest chińską firmą produkującą wyroby medyczne, założoną przez Li Jianquan w 1991 roku, z siedzibą w Shenzhen. Wcześniej kilkakrotnie notowana na różnych giełdach amerykańskich pod nazwą Winner Medical Group Inc. koncentruje się na produkcji materiałów medycznych, głównie opatrunków do leczenia ran i produktów do ochrony przed zakażeniami, a także specjalizuje się w maskach i kombinezonach ochronnych. Ponadto, wytwarza również produkty związane z niemowlętami. Firma posiada 3 marki: "Winner", "PurCotton" i "PureH2B".
W latach 2005–2010 firma kolejno wchodziła na giełdę OTCBB, AMEX i NASDAQ. W lipcu 2012 r. przeszła ofertę nabycia akcji posiadanych przez innych inwestorów za 109,7 mln dolarów, a w grudniu została wycofana z giełdy po przejęciu jej przez Winner Holding Limited. Po pozyskaniu 543,5 mln dolarów w ramach IPO, spółka wylądowała na SZSE we wrześniu 2020 roku pod nazwą "300888", z Li Jianquan posiadającym 68% jej akcji.

## Historia
Winner Medical opracował technologię całkowicie bawełnianej włókniny spunlace w 2005 roku. W 2014 r. była finansowana wyłącznie przez Sequoia China, która posiadała około 8,09% akcji tej pierwszej po IPO. W czerwcu 2018 roku została sfinansowana przez Shenzhen Capital Group.
Winner Medical działał na swoich liniach produkcyjnych masek przez całe święto 2019 Lunar New Year, produkując 109 milionów masek i 11,5 miliona zestawów odzieży ochronnej w ciągu pięciu tygodni do 26 stycznia 2020 roku.
W maju 2020 r. brytyjskie DHSC podpisało z Winner Medical umowę o wartości 91 mln funtów na zakup środków ochrony indywidualnej. W tym samym roku założyła swoją drugą siedzibę w Hubei, gdzie znajduje się również główna baza produkcyjna firmy.